# Hermann Wilken
Hermann Wilken (Neuenrade, 1522 — Heidelberg, 7 de fevereiro de 1603), também conhecido como Hermann Witekind e com o pseudônimo Augustin Lercheimer, foi um humanista e matemático alemão.

## Biografia
Natural de Neuenrade, na Westphalia, estudou em Frankfurt an der Oder (1545/1546) e em Wittenberg (1547), onde foi aluno de Philipp Melanchthon. Em 1552 Wilken foi recomendado por ele para lecionar na Latin Cathedral School em Riga, tornando-se reitor em 1554. Em 1561 estudou na Universidade de Rostock e em 1563 tornou-se professor de língua grega na Faculdade de Artes da Universidade de Heidelberg.
Em 1585 publicou, com o pseudônimo de Augustine Lercheimer, "Christlich bedenken und erinnerung von Zauberey" (i.e.: Memória cristã sobre bruxaria), seu livro contra a caça às bruxas. Alguns teóricos das bruxarias, como Johann Georg Gödelmann e Anton Praetorius, foram influenciados por Wilken.